# 会期
会期（かいき）とは、議会が活動能力を有する一定期間。ただし、会期ではなく立法期や選挙期の制度を導入している国もあり会期制は各国の議会に共通のものではない。

## 概説
議会は会期において活動すべきとする制度が会期制である。会期の長さは法令や議決等によって定められる。現代議会においては議員には一定の任期があり、その中で数回の会期がある場合には、会期が異なっても実際には議会の構成そのものは特に変わらない。そこで、今日では会期ではなく議会の議員の任期（両院制をとる場合には下院議員の任期）を単位とする立法期（Legislaturperiode）や選挙期（Wahlperiode）を議会の活動能力をもつ期間として導入している議会や活動能力に制限を設けず一年中活動できるとする通年会期制を導入している議会もある。会期制がとられない議会においても実際には一定期間に限って活動が行われており、その期間の経過後には休会する制度がとられている。ただし、立法期や選挙期をとる場合には単なる活動の休止となるだけであり会期制のように議会そのものが活動能力を失うわけではない。
歴史的には行政権が議会によって常時拘束されることを嫌って議会の活動能力を生じる期間を限定したことに由来する。その後、議会優位の進んだ国においては一定議員の要求により政府に議会の開会を求めることができるようになった。
また、日本のように後述の会期不継続の原則がとられる国においては、議案を審議未了に追い込むことで議会における少数派が多数派に対抗する合法的抵抗の手段となっている。
議会の活動期間の開始の形態としては、法で一定期日に当然に開始するとされる例（アメリカ）、自主的な議決や議長の召集によるとする例（ドイツ）、行政部の召集によるとする例（イギリス）などがある。

## 日本の会期制

### 国会
大日本帝国憲法（明治憲法）は第41条で「会期」について定めていたのに対し、日本国憲法（昭和憲法）には会期制について明白に規定した条文はない。ただ、日本国憲法にも常会や臨時会について定められていることから会期制の採用を前提としているものと解されている。また、不逮捕特権について定めた昭和憲法50条（「会期」の文言）も会期制を前提にしていると解されている。
日本国憲法が会期制を採用した理由としては、明治憲法以来の慣行という歴史的理由、活動時期を一定期間に限ることによって議事の効率化・立法作業の円滑化を図る、行政運営を著しく阻害することを避けるといった政策的考慮によると考えられている。その反面、一般には会期不継続の原則がとられることから、多くの時間と労力をかけた案件であっても閉会によって全く葬られてしまうことになるため能率的ではないといった問題点もある。
国会の会期には常会（通常国会。憲法52条）、臨時会（臨時国会。53条）、特別会（特別国会。54条第1項）がある。このうち特別会については憲法上に「特別会」として定められているわけではないが、旧来の慣行から臨時会とは区別されており、国会法で「日本国憲法第五十四条により召集された国会をいう」という形で規定されている（国会法第1条第3項）。
国会の会期は通常会は、150日と法定（国会法第10条）、臨時会と特別会は、両議院一致の議決で、これを定める。となっており（国会法第12条第1項）、常会は1回、臨時会と特別会は、2回まで両議院一致の議決で、これを延長することができる（国会法第12条）。会期の議決及び延長の議決において、両議院の議決が一致しないとき、又は参議院が議決しないときは、衆議院の議決したところによる（国会法第13条）。
国会の召集の冒頭で衆議院が解散となった場合に会期の議決がされなかったことがある。
国会の会期には常会、臨時会、特別会の区別なく「第○○回国会」と順次回数を追って通し番号が付けられる（昭和53年衆議院先例集1、昭和53年参議院先例録1）。

国会の会期は天皇による召集によって開始する（昭和憲法第7条第2号）。召集は天皇の国事行為であり内閣が助言と承認を行う（憲法3条・第7条）。召集日は、両院ともに午前10時に全議員が必ず東京都千代田区永田町の国会議事堂に集会していなければならない。ガーシーこと東谷義和は、当選後この召集期日を3度に渡って無視してアラブ首長国連邦に滞在し続けたため、除名となった。
明治憲法は帝國議会の会期について、毎年召集される常会の会期は3か月で勅命により延長しうるものとし（第42条）、臨時緊急の必要ある場合に召集される臨時会の会期については勅命によることとされていた（第43条第2項）。したがって、帝國議会は例え臨時会でも議長が今次召集を一度天皇に奏上した後は会期を決定する余地は無かったが、昭和憲法下の国会における会期はその自主的な決定によるとされ国会法により定められている。

会期の初めには開会式が開催される（国会法第8条）。帝國議会では開会式で天皇の口から発せられる開会についての御言葉を拝聴する前は一切の組織活動を開始してはならなかったが、現在の国会においては儀式（天皇の国事行為）にすぎない。
国会の会期は召集の当日から起算され（国会法第14条）、国会の休会の日数も会期に算入する（昭和53年衆議院先例集11、昭和53年参議院先例録24）。
会期の終了によって議会が活動能力を失うことを閉会という。

### 地方議会
日本の普通地方公共団体の議会の会期には定例会と臨時会がある（地方自治法第102条第1項）。
定例会・臨時会ともに会期は議決により決せられる（地方自治法第102条第6項）。
2012年9月の地方自治法の一部改正によって、会期の通年（条例定める日から1年を会期とする）とするも可能になった（地方自治法第102条の2）

## 会期独立の原則と会期不継続の原則
会期の終了によって議会は活動能力を失う。
各会期における議会の活動はそれぞれ独立し議会の意思決定は会期ごとに完結されるという原則を会期独立の原則という。また、前後二つの会期にまたがって議会の意思が存在することは許されないとする原則を会期不継続の原則という。したがって、原則として審議未了の案件は会期終了で全て廃案となる。
会期不継続の原則は会期制から論理的必然に導かれるものではないものの、近代に入ってイギリス議会で確立し19世紀にヨーロッパ各国へ普及した原則である。
日本の国会法も「会期中に議決に至らなかつた案件は、後会に継続しない」と規定している（国会法第68条本文）。ただ、例外として閉会中審査した議案及び懲罰事犯の件は後会に継続するとしている（国会法第68条但書）。
国会法は「甲議院の送付案を、乙議院において継続審査し後の会期で議決したときは、第八十三条による」とし、前の会期において先議の甲議院が乙議院に送付し乙議院が継続審査とした場合には、後の会期において乙議院が新たに先議の院として議決を行い後議の院となる甲議院へ送付することになる（国会法第83条の5、第83条）。これは継続審査の場合には案件（議案）そのものは継続するとしながらも議院の意思（議決）は後の会期へは継続しないとの理論に立つものである。